# Habropogon pertusus
Habropogon pertusus là một loài ruồi trong họ Asilidae. Habropogon pertusus được Becker miêu tả năm 1908. Loài này phân bố ở vùng Cổ Bắc giới.